# Kizuna Encounter
Kizuna Encounter, conhecido no Japão como Fūun Super Tag Battle (風雲スーパータッグバトル, Fūun Sūpā Taggu Batoru), é um jogo de luta produzido pela SNK e lançado para o console Neo Geo e arcade em 1996. O jogo é a sequência de Savage Reign. Como o seu antecessor, Kizuna Encounter recebeu uma conversão para Neo Geo CD e foi incluso na compilação "Fūun Super Combo" para PlayStation 2.
Tal como o seu antecessor, foi portado para a PlayStation 2 (lançado apenas no Japão), em compilação relançada na PlayStation Store para PlayStation 4 em dezembro de 2016. A versão Neo Geo foi lançada para o Wii Virtual Console no Japão em 28 de junho de 2011.

## Jogabilidade
O sistema de jogabilidade de Kizuna Encounter é semelhante à da série Real Bout. Uma adição notável à jogabilidade foi o sistema de duplas. Os jogadores possuem a habilidade de escolher dois personagens e revezar entre eles durante a batalha se estiver em cima de uma zona especial. Se um dos personagens for derrotado, ele perderá a batalha, não importando os pontos de vida do segundo personagem. Um sistema semelhante foi introduzido à série The King of Fighters, a partir de The King of Fighters 2003.